# تشارلز هنري باتلر
تشارلز هنري باتلر (بالإنجليزية: Charles Henry Butler)‏ هو محامي ودبلوماسي أمريكي، ولد في 18 يونيو 1859، وتوفي في 9 فبراير 1940.